# Friedrich Eberhard (Hohenlohe-Kirchberg)
Friedrich Eberhard, Graf zu Hohenlohe-Kirchberg (* 24. November 1672 in Langenburg; † 23. August 1737 in Kirchberg), war ein regierender Reichsgraf aus dem Haus Hohenlohe und wurde als jüngstes Kind von Graf Heinrich Friedrich zu Hohenlohe-Langenburg und dessen Frau Gräfin Juliana Dorothea zu Castell-Remlingen (1640–1706) geboren. Er gilt als der Bauherr der 1731 fertig gestellten Stadtkirche seiner Residenz Kirchberg an der Jagst.

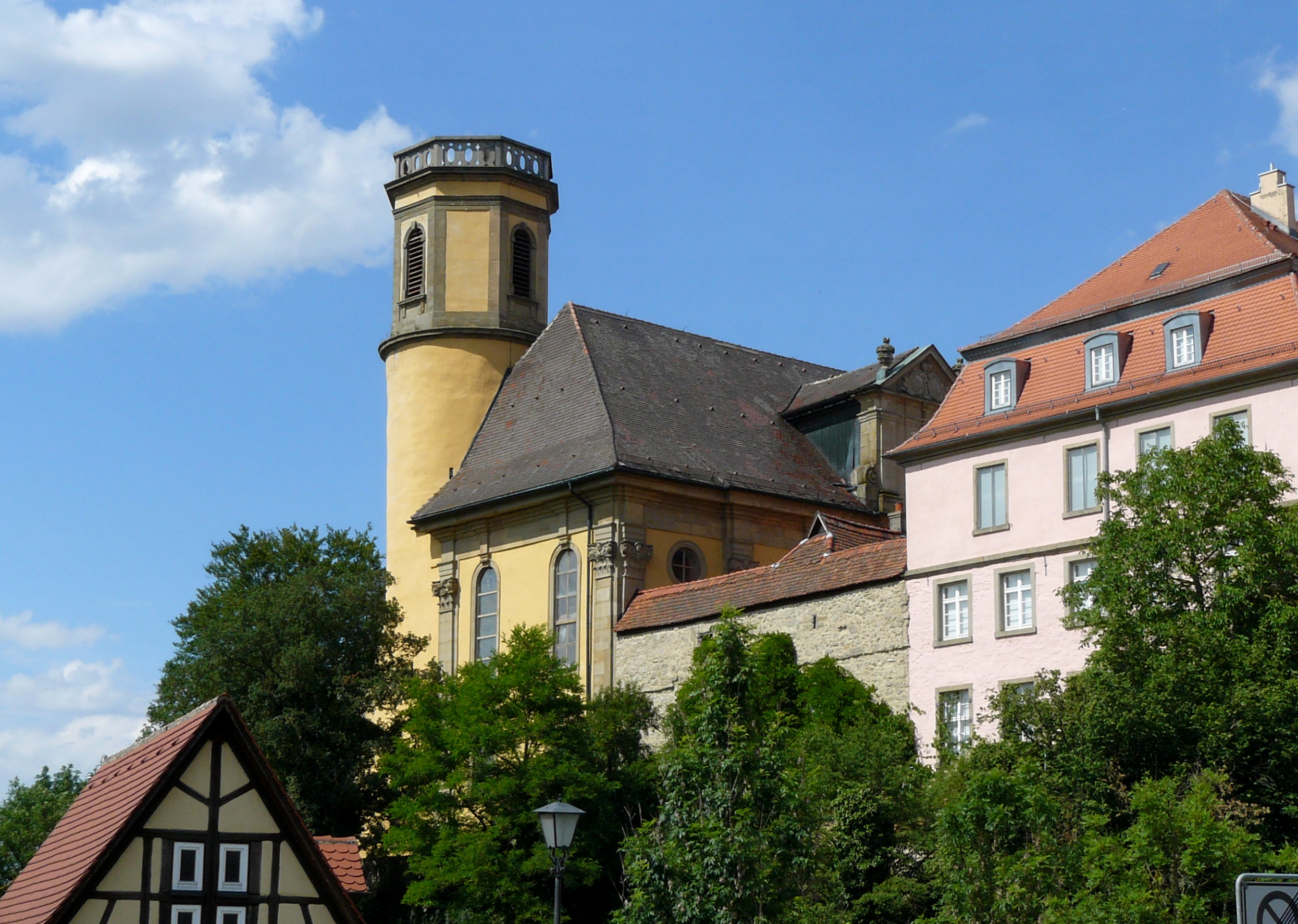
Stadtkirche zu Kirchberg an der Jagst, erbaut unter Graf Friedrich Eberhard

## Leben
Graf Friedrich Eberhard ist am 24. November 1672 zu Langenburg geboren. Im April 1685 verließ er seine Heimat und zog mit seinem Bruder Christian Kraft (1668–1743) und einem Hofmeister nach Straßburg, wo er ein Jahr lang die Universität besuchte. Anschließend führte ihn eine Reise nach Holland und Frankreich. 1689 zog er mit dem Administrator des Herzogtums Württemberg, Herzog Friedrich Carl von Württemberg-Winnental (1652–1698), als „Volontaire“ in den Krieg. Seit Mai 1674 befand sich das Reich im Krieg mit Frankreich.
Er kämpfte bei Mainz gegen die Franzosen. Später wurde er Hauptmann im fränkischen Regiment unter Baron von Erffa. Er wurde im Laufe des Kriegs mehrmals verwundet und erkrankte einige Male an einer „hitzigen Krankheit“. Er blieb bis zum Tod seines Vaters 1699 im Militärdienst und hielt sich dann bei seinen Brüdern in Langenburg auf. Er war von 1722 bis 1726 Direktor des Fränkischen Reichsgrafen-Collegiums. Im Jahre 1730 stiftete er die Primogeniturordnung für seinen Landesteil. Am 20. August 1737 starb er an einem „Steck- und Schlagfluß“, nachdem er lange Zeit unter Podagra gelitten hatte und selten frei von Schmerzen war.
Graf Friedrich Eberhard hat in seiner Heimatstadt viel für die Musik getan. Er war ließ die Kirche erbauen, in der 1732 Philipp Heinrich Hasenmeyer (1700–1783) eine der bedeutendsten Orgeln in Hohenlohe errichtete.

## Familie
Am 18. Januar 1702 heiratete er Gräfin Friederike Albertine von Erbach-Fürstenau (1683–1709), Tochter des Grafen Georg Albrecht II. Posthumus zu Erbach-Fürstenau. Das Paar hatte folgende Kinder:
- Louise Dorothea (* 3. März 1703; † 24. Oktober 1753)
- Sophia Albertina (* 7. August 1704; † 5. Mai 1706)
- Ernst Friedrich Albrecht (* und † 20. Januar 1706)[9]
- Fürst (ab 1764[1]) Karl August (* 6. April 1707; † 17. Mai 1767) ⚭ I. Charlotte Amalie, Gräfin von Wolfstein (1706–1729). Sohn dieser Ehe: Fürst Christian Friedrich Karl zu Hohenlohe-Kirchberg. ⚭ II. Susanne Margarete Louisa, Gräfin von Auersperg (1712–1748). Sohn dieser Ehe: Fürst Friedrich Wilhelm zu Hohenlohe-Kirchberg. ⚭ III. Caroline Sophie, Gräfin zu Hohenlohe-Neuenstein-Oehringen.[10] Er ließ nach dem Tod des Vaters von 1738 bis 1745 vom Architekten Leopoldo Retti das Residenzschloss Kirchberg umgestalten.

Am 5. Dezember 1709 heiratete er Herzogin Auguste Sophie von Württemberg-Neuenstadt (1691–1743), Tochter des Herzogs Friedrich August von Württemberg-Neuenstadt (1654–1706). Der Ehe entstammte eine Tochter, die aber schon am zweiten Tag nach der Geburt starb: Friederika Sophia (* 2. September 1710, † 4. September 1710).